# Ligne Wallace
Pour les articles homonymes, voir Wallace.

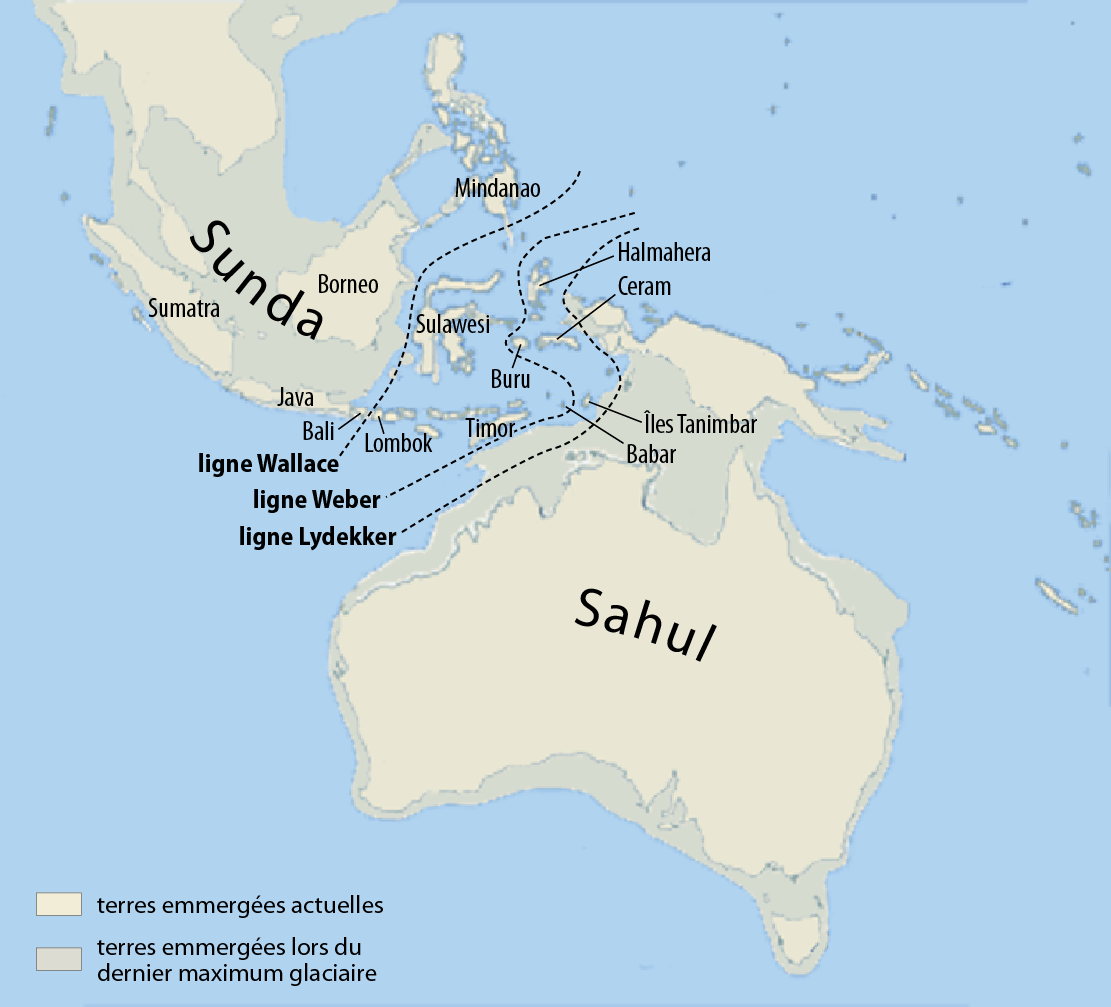
Tracé de la ligne Wallace.

La ligne Wallace est une frontière biogéographique entre les deux grandes écozones que sont l'indomalais et l'australasien. Elle doit son nom à son découvreur, le naturaliste Alfred Russel Wallace.
Lorsqu'il se déplaça de Bali à Lombok, il observa une plus grande divergence de la biosphère animale qu'entre l'Angleterre et le Japon.

## Origines du concept
Wallace décrit, dans un exposé lu en 1859 et publié en 1860, la présence d'une discontinuité géographique dans la composition de la faune de l'Insulinde entre Bali et Lombok (deux Îles de la Sonde) et entre Bornéo et Célèbes (Sulawesi).
Wallace traça la ligne séparant les régions indo-malaise et austro-malaise sur une carte publiée en 1863.
Le terme de « ligne Wallace » (ang. Wallace’s line) fut inventé en 1868 par Thomas Henry Huxley qui a proposé aussi une modification de son tracé, plaçant notamment à l'est de celle-ci l'archipel des Philippines, afin de représenter plus fidèlement la distribution de certaines familles d'oiseaux.
Modifiée par Huxley, la ligne Wallace passe à l'ouest des Philippines en incluant seulement l'Île de Palawan dans la région indomalaise.

## Problématique du concept
Discuté à maintes reprises depuis le milieu du XIXe siècle (Wallace n'étant pas le premier) et tout au long du XXe siècle, le concept a fait l'objet de travaux scientifiques par les zoogéographes désireux de tracer une frontière nette entre Asie et Océanie.

### D'autres lignes frontières
Jusqu'au début du XXe siècle, d'autres lignes de démarcation ont été tracées pour établir des limites biogéographiques à la distribution de la faune d'Asie et d'Australie.
- La ligne de Muller (1846) basée sur l'écologie (critère d'aridité)[6].

- La ligne de Murray (1866) basée sur la distribution des mammifères[7].

- La ligne de Lydekker (1896) basée sur la distribution des mammifères[8].

- La ligne des Sclater (1899) basée sur la distribution des mammifères[9].

- La ligne de Weber (1902) basée sur la distribution des poissons d'eau douce[10].

La limite zoologique de l'Asie et de l'Océanie, qui coïncide avec la ligne des plus grandes profondeurs, fut appelée « Ligne de Weber » par Paul Pelseneer en 1904.

### Une zone frontière
Au XXe siècle, plutôt qu'une ligne, une zone intermédiaire (de transition ou d'interpénétration) a également été envisagée comme frontière.

#### Intérêts évolutifs
Le terme « Wallacea » fut utilisé pour la première fois par Roy E. Dickerson et al. en 1928.
Dickerson, l'inventeur avec ses collègues du terme « Wallacea », a délimité cette zone intermédiaire en 1928 par la ligne de Wallace modifiée par Huxley et par la ligne Weber,.
En 1944, Ernst Mayr considère que la Wallacea est constituée de quatre districts zoogéographiques : 1. les Moluques, 2. les Petites îles de la Sonde, 3. les Célèbes et 4. les Philippines.
La ligne Weber est alors positionnée au sein de la Wallacea.
Mayr redéfinit la ligne Weber comme la ligne d'équilibre de la faune, avec à l'ouest plus de 50 % d'espèces d'origine orientale et à l'est plus de 50 % d'espèces d'origine australienne.
En 1977, Simpson considère la Wallacea comme une zone intermédiaire (d'îles non assignées aux continents) définie par la ligne Wallace modifiée par Huxley (comme limite de la faune orientale) et par la ligne Lydekker (comme limite de la faune australienne).

#### Limites biogéographiques
Les zones biogéographiques (empires fauniques de l'Arctogée et de la Notogée, régions zoogéographiques Orientale et Australienne, sous-régions Indo-Malaise et Austro-Malaise) sont définies par la ligne de Wallace modifiée par Huxley (limite des complexes fauniques de l'Asie), la ligne de Weber (équilibre de la faune) et, plus à l'est, la ligne de Lydekker (limite de la faune australienne).
La Wallacea comprend les îles situées entre les lignes de Wallace-Huxley et de Lydekker, ainsi donc celles qui sont effectivement à cheval sur les plaques océano-continentales eurasienne et australienne.
Les deux lignes correspondent de part et d'autre à la bordure du plateau continental (Sunda et Sahul) selon le tracé de la ligne des 200 mètres de profondeur.
Cette frontière existe pour les espèces terrestres, mais aussi pour les espèces marines.

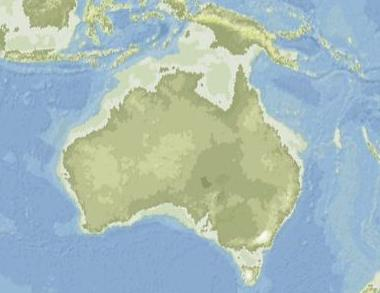
Cette carte montre l'étendue probable des terres émergées en Australie vers le (le niveau de la mer était alors plus bas de 150 m), ainsi que la localisation des glaciers (en blanc, Tasmanie, Sud-Est de l'Australie).